# Michael Aastrup Jensen
Michael Aastrup Jensen, né le 16 mars 1976 à Roskilde (Danemark), est un homme politique danois, membre du parti Venstre. Il est député au Folketing depuis 2005.

## Biographie
Michael Aastrup Jensen termine des études de commerce en 1995 et commence alors une carrière dans la vente.
Engagé au sein de Venstre, il est élu conseiller municipal de Randers en 1997. Il est tête de liste lors des élections municipales de 2001, et arrive en deuxième position du scrutin. Il est toutefois élu maire par le conseil municipal, devenant alors à 25 ans le plus jeune maire de l'histoire du Danemark, et le premier maire de Randers issu de la droite depuis les années 1950. Son record de plus jeune maire de l'histoire danoise est battu en novembre 2017 par Christina Krzyrosiak Hansen, nouvellement élue maire de Holbæk.
Il est élu député au Folketing lors des élections législatives de février 2005. Il devient alors le porte-parole de son groupe parlementaire pour le logement et les nouvelles technologies. Après le début de son mandat parlementaire, il choisit de conserver son poste de maire de Randers, une décision critiquée notamment par son maire-adjoint. Il reste maire jusqu'à l'expiration de son mandat et ne se présente pas pour un nouveau mandat, conformément à ce qu'il avait déclaré lors de son annonce de candidature aux élections législatives.
Il est réélu pour un second mandat lors des élections législatives anticipées de novembre 2007. Il devient alos le porte-parole de son groupe pour les affaires européennes, un rôle qu'il occupe jusqu'en 2010, quand il devient porte-parole pour les affaires étrangères.
Il remporte un troisième mandat lors des élections législatives de septembre 2011 qui marquent le retour de Venstre dans l'opposition. Il devient alors le porte-parole de son groupe pour les affaires culturelles lors de la législature.
Il est réélu pour un quatrième mandat lors des élections législatives de juin 2015, à l'issue desquelles il retrouve son rôle de porte-parole pour les affaires étrangères,.
Il remporte un cinquième mandat lors des élections législatives de juin 2019, et conserve son rôle de porte-parole pour les affaires étrangères.
Il est élu pour un sixième mandat au Folketing lors des élections législatives de novembre 2022. Après le scrutin, il devient le président de l’Udenrigspolitisk Nævn, une commission parlementaire spéciale établie par la Constitution danoise et chargée d’être consultée par le gouvernement sur les questions de politique étrangère.
En mars 2025, il annonce qu'il quittera le Folketing le 30 juin, après sa nomination par le gouvernement pour être l'ambassadeur du Danemark auprès du Conseil de l'Europe à Strasbourg à partir du 1er août.